# Lachnaia
Lachnaia (лат.) — род жуков (Coleoptera) из подсемейства клитрин (Clytrinae) в семействе листоедов (Chrysomelidae).
Некоторые виды рода: Lachnaia caprai, Lachnaia cylindrica, Lachnaia hirta, Lachnaia italica и другие.  
Один из видов, Lachnaia variolosa, имеет длину тела 6–11 мм, встречается в Северной Африке и в основном в Испании. Сезон активности — апрель–июнь.  
Автор научного названия рода — Луи Александр Огюст Шевролат, год публикации — 1836. 

## Перечень видов
Некоторые виды рода:
- Lachnaia caprai Grasso, 1958 встречается в Сицилии
- Lachnaia cylindrica (Lacordaire, 1848)
- Lachnaia hirta (Fabricius, 1801)
- Lachnaia italica Weise, 1881
- Lachnaia orientalis Weise, 1881
- Lachnaia paradoxa (G.A. Olivier, 1808)
- Lachnaia pseudobarathraea K. Daniel & J. Daniel, 1898
- Lachnaia pubescens (Dufour, 1820)
- Lachnaia puncticollis Chevrolat, 1840
- Lachnaia sexpunctata (Scopoli, 1763)
- Lachnaia tristigma (Lacordaire, 1848)
- Lachnaia variolosa (Linnaeus, 1767)
- Lachnaia zoiai Regalin, 1997